# Karlheinz Rösener
Karlheinz Rösener (* 4. Januar 1933 in Duisburg; † 18. September 2024) war ein deutscher Industriemanager.

## Leben
Rösener besuchte das Max-Planck-Gymnasium Duisburg, an dem er das Abitur erlangte. Anschließend ging er zum Studium des Maschinenbaus an die RWTH Aachen. Im Sommersemester 1954 wurde er im Corps Montania Aachen aktiv. Das Studium schloss er 1959 als Dipl.-Ing. der Verfahrenstechnik ab. Im selben Jahr ging er als Verfahrensingenieur zur Chemischen Fabrik Kalk. 1965 wurde er mit einem metallurgischen Thema von der Technischen Universität München zum Dr.-Ing. promoviert. Von 1966 bis 1971 war er bei Henkel, wo er zum Prokuristen und später zum Hauptbevollmächtigten aufstieg. 1971 wechselte er als Geschäftsführer zu der Rheinischen Kalksteinwerke GmbH und der Dolomitwerke GmbH in Wülfrath. Als ordentlicher Geschäftsführer war er dort seit 1972 zuständig für die Ressorts Markt und Forschung und Entwicklung. 1982 wechselte er als stellvertretendes Vorstandsmitglied zu Thyssen, wo er Mitglied des Vorstands und 1985 Vorstandsvorsitzender der Thyssen Edelstahlwerke wurde. Dem Vorstand von Thyssen gehörte er bis zu seiner Pensionierung an.
Rösener war von 1989 bis 1998 Mitglied der Vollversammlung der IHK Düsseldorf, von 1991 bis 1998 als deren Vizepräsident. Von 2000 bis 2006 gehörte er dem Finanzausschuss an. Von 1995 bis 1998 war er Präsident der Deutsch-Niederländischen Handelskammer, deren Vorstand er insgesamt zehn Jahre angehörte.
1980 ernannte die RWTH Aachen Rösener zum Honorarprofessor. Er beschäftigte sich unter anderem mit der Extraktion von Mineralien aus Seewasser, Energiegewinnung aus nachwachsenden Rohstoffen wie Bioethanol und Biodiesel sowie der Ausbeutung neuer Eisenerzminen.

## Auszeichnungen
- Ehrenmitglied der IHK-Vollversammlung Düsseldorf[3]
- Ehrenmitglied des Vorstandes der Deutsch-Niederländischen Handelskammer, 2002

## Schriften
- Das Korrosionsverhalten austenitischer Chrom-Nickel-Stähle in Phosphorsäure, 1965 (Dissertation TU München)